# Križevci pri Ljutomeru
Križevci pri Ljutomeru (staro ljudsko Sv. Križ in Križovci) so gručasto naselje v osrednjem delu Murskega polja na križišču cest proti Gornji Radgoni, Ljutomeru (7 km) in Murski Soboti. Je središče Občine Križevci v Prlekiji.

## Opis
Naselje s središčem okoli cerkve je bilo poseljeno že prazgodovinski dobi. Vzpetina Gradišče, kjer je pokopališče, je bila nekdanja žarnogrobiščna naselbina, na mestu cerkve pa verjetno prazgodovinska utrdba. Kot Chreuz se omenja v otokarskem deželnoknežjem urbariju v letih 1265 do 1267, ko je štela 12 kmetij in je že stala romanska cerkev, ki so jo postavili benediktinci iz Šentpavla v Labotski dolini. Naselje so večkrat napadli Madžari in Turki ter kruci. Slednje je leta 1690 odbil križevski župnik Simon Pornat, uspešen organizator odpora. O tem priča slika iz leta 1690, ki je bila shranjena v križevski cerkvi, kasneje v Ljutomeru, danes pa je v Pokrajinskem arhivu v Mariboru.
Jugovzhodni del naselja s središčem ob cerkvi so Veliki Križevci, ki predstavljajo prvotno vas, ki je nastala sredi močvirja na kopnem otoku. Križevce zaradi mokrotnega terena še danes obdajalo v glavnem travniki. Na severovzhodni strani se vidi ostanek stare rečne struge reke Mure, ki je tu tekla še v 16. stoletju. Še ena struga je na jugozahodni strani in se je v prvo stekala nižje od vasi.
Po drugi svetovni vojni so bili v Velikih Križevcih zgrajeni: nekaj stanovanjskih hiš, šola (1964), blok za učitelje, zdravstveni dom in krajevni urad. Danes se v središču vasi nahajajo: občinska zgradba, cvetličarna, cerkev, gostilna Šadl, gostilna Zorko, Coctail bar (Pajnhart - Belcl), bar pri trgovini, trgovina, pošta, ter banka.
Sosednji Mali Križevci so nastali ob glavni cesti v smeri Iljaševcev. Imajo gasilski dom iz leta 1891. Ob pokopališču leži zaselek Gajič.
Šolstvo v kraju se omenja že v 17. stoletju, že leta 1691 se omenja učitelj Janez Karel Moz. Šola je bila ustanovljena leta 1702, pouk pa pričeli leta 1703 v neki privatni hiši. Prvo leseno šolsko zgradbo so zgradili leta 1780, zidano pa leta 1830. Stala je ob cerkvi. Poslopje je bilo podrto četa 1963. Leta 1950 je bila ustanovljena nižja gimnazija, ki je bila leta 1958 združena z osnovno šolo v osemletko.

## Cerkev svetega Križa
Cerkev svetega Križa je bila že pred letom 1497 župnijska, je med najstarejšimi na Murskem polju. Prvotno romansko cerkev iz leta 1265 so zgradili benediktinci iz Šentpavla na avstrijskem Koroškem. Ti so okrog cerkve naselili kmete in nastala je vas Sveti Križ. Gotska naslednica je nastala v začetku 15. stoletja. Leta 1898 so jo podrli iz sezidali današnjo triladijsko cerkev. Od gotske cerkve sta ohranjena še prezbiterij in gotiziran renesančni zvonik iz leta 1602, ki ga pokriva baročna streha. Cerkev je leta 1898 poslikal Jakob Brollo, ki je izdelal tudi Križev pot. Oprema je neogotska, originalen je poznogotski marmorni krstilnik. Pred cerkvijo stoji kamnit kip Janeza Nepomuka iz začetka 19. stoletja. 
Kužno znamenje je iz leta 1609.
Južno od cerkve stoji kapela svete Ane iz leta 1582 in 1830 ter obnovljena 1964.

## Znani Križevčani
- Anton Brumen (1901-19???), rojen v Križevcih pri Ljutomeru, dramatik, pisatelj, sluga pri mariborski hranilnici, član Prosvetnega zavoda Maribor, artistični vodja Ljudskega odra, v Ljutomeru prvič uprizoril Aškerčevega Osojskega mutca (1936), avtor ljudske igre Kruci (1938), ki jo večkrat pomotoma pripisujejo ptujskemu odvetniku dr. Antonu Brumnu (1857-1930). Slednji ni bil dramatik. Glede na medvojno časopisje je bil dramatik Brumen prisoten na prvih uprizoritvah, kar istoimenski odvetnik ne bi mogel, saj je bil še pokojni.
  - "Rokopis nove slovenske drame z naslovom »Mutec osojski« ie poklonil Prosvetnemu društvu pisatelj Anton Brumen, sluga mestne hranilnice v Mariboru, doma od Sv. Križa na Murskem polju. To je prvenec mladega dramatika in zdi se, da bo po primerni oderski prikrojitvi režiserja prav dobro uspel na odru. To bo pokazalo kritika." http://www.dlib.si/stream/URN:NBN:SI:DOC-13V6MC24/47f1d4c1-fb25-41f2-980d-4d4edb21ccd5/PDF
- Josip Kosi (r. 1877), čebelar in strokovni pisec
- Ludvik Kosi (r.1907), sadjar in čebelar
- Alojzij Pogrujc (1868-1934), učitelj, propagator naprednega sadjarstva
- Marjan Senjur (1944-2022), ekonomist, profesor in politik
- Matej Štrakl (1866-1928), glasbenik, zgodovinski in bogoslovni pisec

In vrsta drugih, ki so tu delovali. Za kraj je pomemben tudi Matija Slavič, teolog (biblicist), prevajalec in pedagog, ki ima tukaj spomenik.